# トーア・マタ
トーア・マタ / Toa Mataは玩具メーカー・レゴ社が作るストーリーライン・バイオニクルに登場する架空のヒーロー達であるトーアのチーム名。

## トーア・マタ / Toa Mata
トーア・マタはグレートスピリットであるマタ・ヌイを目覚めさせるという使命を背負っており、そのために闇の支配者であるマクータと戦うために送り込まれたトーアである。また、彼らはマトラン時の姿を持たず生れながらのトーアとして創られた。通常のトーアはカノイを一つだけ身につけるが、彼らは手に入れた複数のカノイに切り替えることが出来る。

### メンバー
タフー / Tahu
- カノイ：守りのグレートカノイ「ハウ」

タ・コロ村の守護者である炎のトーア。
少しカッとなりやすい熱血漢。忍耐力が無く、その為危機に陥ることも少なくない。
ガーリ / Gali
- カノイ：水中呼吸のグレートカノイ「カウカウ」

ガ・コロ村の守護者である水のトーア。
メンバーでは唯一の女性で、とても賢く個性的な6人のトーアのまとめ役。
レーバ / Lewa
- カノイ：空中浮遊のグレートカノイ「ミル」

レ・コロ村の守護者である大気のトーア。
決断が早くトラブルに巻き込まれやすいが、カンは鋭い。自信過剰なお調子者でガーリに注意されることもしばしば。
オワツ / Pohatu
- カノイ：快足のグレートカノイ「カカマ」

ポ・コロ村の守護者である岩石のトーア。
レーバとは逆で若干優柔不断。とても親切で、他のトーアの誰からも好かれる。特にオヌーとは「兄弟」と呼び合う仲。岩のトーアであるためか、カナヅチ。
- 彼の胴体部は他のトーアとは逆さで、蹴りのギアギミックとなっている。

オヌー / Onua
- カノイ：肉体強化のグレートカノイ「パカリ」

オヌ・コロ村の守護者である大地のトーア。
暗闇でも見通せる眼をもつが、明るい所では逆に動きが鈍くなる。豪快でややオヤジ臭い面もある。オワツとは「兄弟」と呼び合う仲。
コパカ / Kopaka
- カノイ：透視のグレートカノイ「アカク」

コ・コロ村の守護者である氷のトーア。
クールな一匹狼で余程の事がない限り他のトーアと行動を共にすることはない。

### 玩具としての概要
胴体部にギアが仕込まれており、背中のギアを回すと腕や脚が動く。これを利用して相手のカノイを叩き落とすという遊びができる。（ファントカ、ミスティカ以降はギアギミックがない）

## トーア・ヌーヴァ / Toa Nuva
トーア・マタがプロトデルミスの力によって進化した姿。また、彼らのカノイも周りの仲間にも効力が出るヌーヴァカノイへと進化した。

### メンバー
タフー・ヌーヴァ / Tahu Nuva
声 - 楠大典
- カノイ：守りのヌーヴァカノイ「ハウ・ヌーヴァ」

炎のトーア・ヌーヴァ。
パーソナルツールはマグマソードで、ラヴァサーフィンのサーフボードとしても使用できる。
ガーリ・ヌーヴァ / Gali Nuva
声 - 朴璐美
- カノイ：水中呼吸のヌーヴァカノイ「カウカウ・ヌーヴァ」

水のトーア・ヌーヴァ。
パーソナルツールはアクアアックスで、両足に装着してフィンとしても使用できる。
レーバ・ヌーヴァ / Lewa Nuva
声 - 森川智之
- カノイ：空中浮遊のヌーヴァカノイ「ミル・ヌーヴァ」

大気のトーア・ヌーヴァ。
パーソナルツールはエアカタナで、逆手持ちで構えることでウィングとしても使用できる。
オワツ・ヌーヴァ / Pohatu Nuva
声 - 藤原啓治
- カノイ：俊足のヌーヴァカノイ「カカマ・ヌーヴァ」

岩石のトーア・ヌーヴァ。
パーソナルツールはクライミングクローで、合体させることでコダンボールという武器にもなる。
オヌー・ヌーヴァ / Onua Nuva
声 - 梁田清之
- カノイ：肉体強化のヌーヴァカノイ「パカリ・ヌーヴァ」

大地のトーア・ヌーヴァ。
パーソナルツールはクエイクブレーカーで、両足に装着してキャタピラ式のローラーブレードとしても使用できる。
コパカ・ヌーヴァ / Kopaka Nuva
声 - 菅原正志
- カノイ：透視のヌーヴァカノイ「アカク・ヌーヴァ」

氷のトーア・ヌーヴァ。
パーソナルツールはアイスブレードで、両足に装着してスケートのブレードとしても使用できる。

### 玩具としての概要
トーア・マタからの変更点は、カノイ、手足の変更とアーマーの追加である。
当初、国内での呼称は「ヌーバ」であったが、08年より英語的発音に近い「ヌーヴァ」に改められた。

## トーア・ファントカ&ミスティカ
カーダ・ヌイを制圧すべく、二手に分かれたブラザーフッドに対処するため、二手に分かれたトーア・ヌーヴァ。
アータッカ島で与えられた、環境によって変化するアーマーを装着しており、全員が飛行能力を有している。

### トーア・ファントカ / Toa Phantoka
コパカ・ヌーヴァ
- カノイ：アカク・ヌーヴァ

トーア・ファントカのリーダー。
レーバ・ヌーヴァ
- カノイ：ミル・ヌーヴァ

オワツ・ヌーヴァ
- カノイ：カカマ・ヌーヴァ

### トーア・ミスティカ / Toa Mistika
タフー・ヌーヴァ
- カノイ：ハウ・ヌーヴァ

トーア・ミスティカのリーダー。
ガーリ・ヌーヴァ
- カノイ：カウカウ・ヌーヴァ

オヌー・ヌーヴァ
- カノイ：パカリ・ヌーヴァ

### 玩具としての概要
イニカやマーリと同様ギアギミックはなく、マスクも外れにくい物が使用されており、アクションフィギュアとしての傾向の強いものとなっている。また、背部にはマトランとの接続ジョイントがある。